# プトゥン人

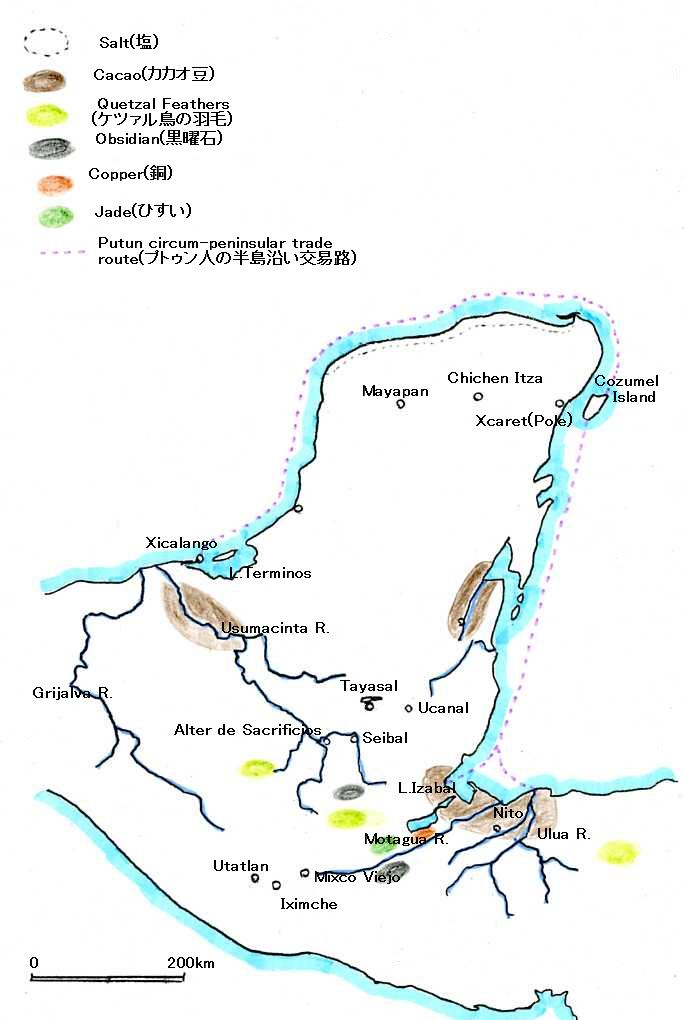
プトゥン人のユカタン半島海岸沿いの交易ルート、特産品、古典期終末から後古典期の主なマヤの祭祀センター

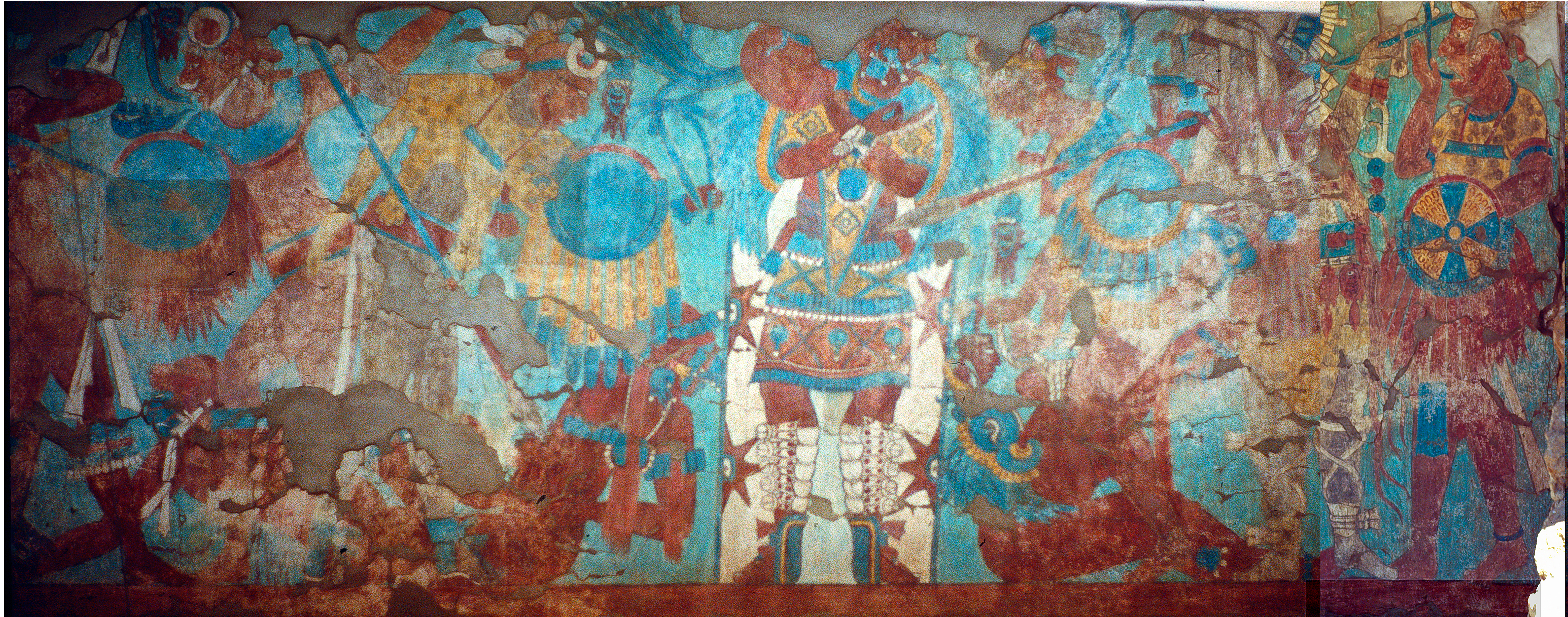
カカシュトラ、構築物B西側傾斜壁(talud)の壁画。「3の鹿角」(左から2番目の人物)率いるジャガー「クラン」が鳥「クラン」を打ち負かしている様子を描く。中央の白いマントを着ているのは、胸と背にV字状になるケチケミトル(quechquemitl)とスカート(ふんどし状の腰布ではない)を付けて、手首を交差させていることから、敗北した鳥「クラン」の女性で捕虜になっている。この女性はつま先を外側にして立ち、顔を横に向けている。

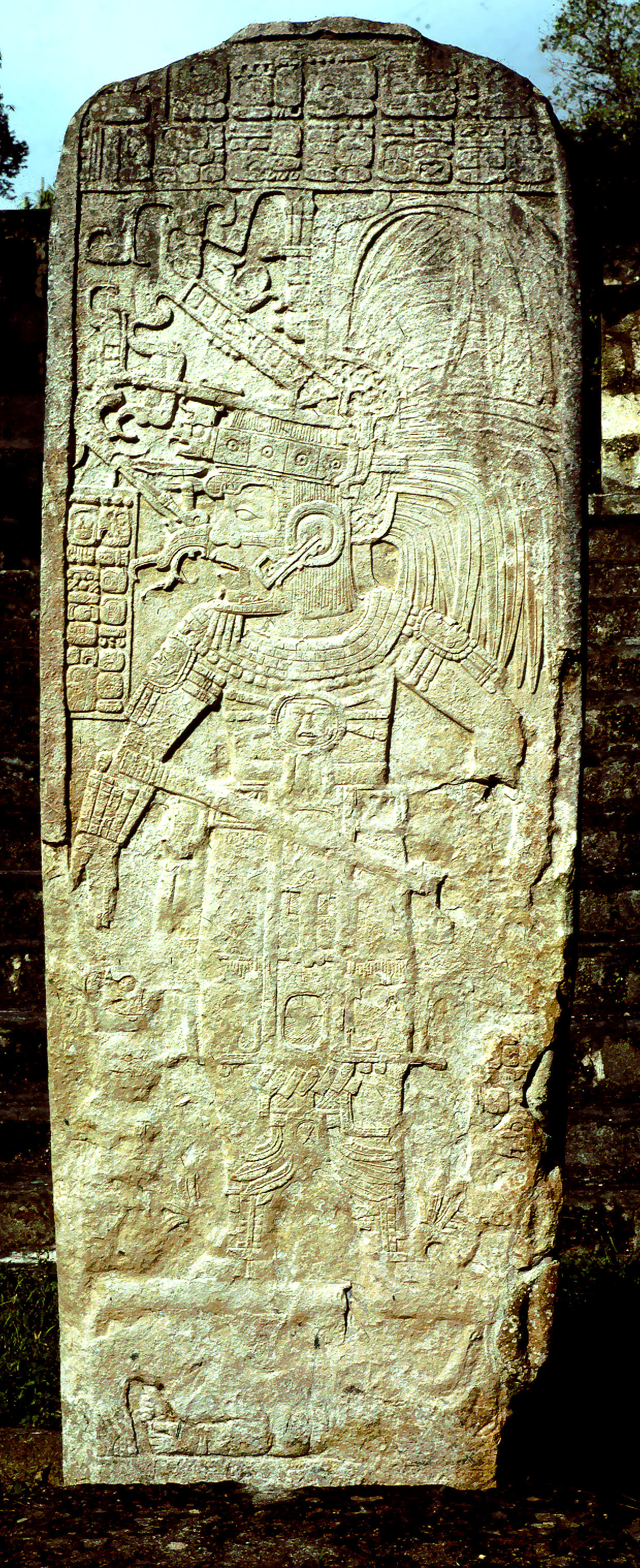
セイバル石碑11号。古典期終末期のセイバル王アフ・ボロン・ハーブタル（ワトゥル）の立像。つま先を外側にして立ち、顔を横に向けている。

プトゥン人（プトゥンじん、チョンタル人、チョンタル・マヤ）とは、主に後古典期のメソアメリカにおいて、カンペチェ湾岸地方に住むチョンタル語を話す遠距離交易商人として知られていた人々のことをいう。ジェフ・コワルスキー(J.K.Kowalski)は、もっと具体的にメキシコ、タバスコ州のチョンタルパ地方およびカンペチェ州北西部のカンデラリア川流域に住むチョンタル語を話す組織化された遠距離交易商人としている。プトゥンという語は、ユカテコ語で、「プトゥンの言葉」という意味の「プトゥン・ザン(Putun than)」に由来し、タバスコ州のアカラン地方に住むチョンタル語を話す人々のことを指していた。アカランとは、ナワトル語で「カヌーのある場所」という意味で、具体的にはカンデラリア川の上流に沿った地域を指し、プトゥン人の政治的な力が最も強かったことで知られていた。アカラン地方のプトゥン人は、自分たちの住んでいる場所をタマクトゥンと呼び、「マクトゥンの男たち」ないし「マクトゥンの人々」という意味のアマクトゥンないしマクトゥン・ウニコブと自称していた。
プトゥン人は、メキシコ湾岸、テルミノス湖の西端にある重要な交易港であったシカランゴから、カンペチェ州南部、ユカタン半島を海岸沿いにめぐって、コスメル島を経由して南下し、イサバル湖の近くにある交易で繁栄した町ニトに至り、ホンジュラスのスーラ平原にまで至るまでの海上交易路を用いて繁栄した。その一方で、メキシコ湾岸からユカタン半島を横切る陸路や河川を用いた交易路でマヤ地域と他のメソアメリカ地域を結び付ける役割も果たす商人集団もいた。
プトゥン人がユカタン半島周辺のみならず、メキシコ中央高原にまで進出していた証拠として、マイケル・コウは、カカシュトラの壁画を挙げる。カカシュトラは、アステカ人によってシカランゴを本拠とする「オルメカ・シカランカ」もしくは「歴史的オルメカ人」と呼ばれた人々による祭祀センターであるとされており、その壁画には、マヤ的な服装で、儀仗をもつ人物が描かれ、コウによるとセイバルの石碑の人物像と図像的に同じ様式である、とする。

## 後古典期のメキシコ湾岸にあったプトゥン人の町々
アカラン地方には、76か所に及ぶ町や村落があったとされ、16世紀ごろに繁栄していたのは、当時アカラン地方の首府というべき町イツァムカナックという町であり、パクスボロナチャと呼ばれる王がいたとされる。イツァムカナックの支配階層をなす一族、すなわち「パクスボロナチャの兄弟たち」は、アカラン商人たちの長距離交易を支配することによって富と権威を得ていた。
イツァムカナックは、4つに区分されて、パクスボロナチャの部下である4人の長官がそれぞれに割り当てられた区画を支配していて、900から1000か所に及ぶ漆喰の施された石造りの家々があった。その家々の大部分には複数の家族が暮らしていたことが伝えられている。アカラン地方の町々の最高位の支配者ないし首長や町を区分したその区の指導者は、「主君」ないし「支配者」という意味のアハウという称号によって知られ、彼らは、マヤ語とナワ語の両方に由来する個人の名前も持っていた。
しかし実際のところは、そういった町や村の正確な位置は一部を除いてよくわかっておらず、考古学的な一般調査によって、大規模な遺跡が10か所弱あることがようやく確認されている状況である。そのような調査の結果、多くの研究者がイツァムカナックであろうと推察するに到ったのは、高さ20mを超えるピラミッド状の構築物、いくつかの基壇状の構築物のほか球戯場と思われる遺構をもち、13平方キロを超える規模を持つエル・ティグレという遺跡である。
チョンタルパ地方では、グリハルバ川の河口付近に「プトゥン人の蛇」という意味の名をもつポトンチャンという町があった。
タバスコ州にあるTixchelの遺跡は、16世紀後半に、プトゥン人がもどってきたときに彼らの信仰していた月の女神であるとともに、洪水、多産、織物、医療の神である女神イシュチェルにちなんでその名で呼ばれるようになった。スペインによる征服以前には、征服後の二倍の人口があったことがわかっている。
タバスコ州のプトゥン人の住んでいた町々には、ナワ語やソケ語を話す人々も住んでおりお互いに交流もあった。交易相手となるだけでなく、プトゥン人の個人名にナワ語由来のものが見られたり、ナワ語の暦にある日の名前に当たるものも珍しくないように、結婚も行われていたようである。

## 後古典期のユカタン半島とコスメル島
プトゥン人たちのユカタン半島北部における交易路の結節点は後古典期前期（13世紀まで）はチチェン・イッツァとコスメル島であった。コスメル島は、海上交易の中継地としては便利であったが、標高が低く、長期の降雨があったり、ハリケーンに襲われると水没するような地形であるため、プトゥン人たちは、商品の集積所として石灰岩の荒石積みの「水塚」を島内北部に6か所、南部に最大規模のものとして知られるブエナ・ヴィスタの「水塚」を築いた。ヴェナ・ヴィスタの「水塚」は、平均5mの高さに達し、複数の「水塚」がつなぎあわされ、面積は7haを超えるものであった。これらの「水塚」は、搬送路として石灰岩の敷石で葺かれた「提道」で結ばれていた。また外部の侵略者を警戒し、のろしを上げたりするための防御施設が20か所以上築かれ、現在は14か所残されている。
サブロフは、13世紀になって、チチェン・イッツァが放棄されると、プトゥン人たちは、チチェン・イッツァの中心部の建物を小規模にして建設したマヤパンが建設して、チチェン・イッツァの代わりに交易路の結節点としての役割を担わせたとするが、マイケル・コウは、1200年ごろ、カンペチェ湾岸のチャンポトン（チャカンプトゥン）を追われたイツァ族が、ペテン・イツァ湖をへて、現ベリーズ領内のユカタン半島東岸に至り、東海岸沿いを北上して、半島北部に至ると横切るように西進して、当時ウウキル・アブナルと呼ばれていたチチェン・イッツァに至ったのがカトゥン4アハウ（1224年 - 1244年）であり、彼らはイシュチェル信仰の儀式を創始し、コスメル島に祠堂が築いたとする。マヤパンが建設されたのは、カトゥン13アハウ（1263年 - 1282年）とする。

## プトゥン人の信仰
イツァムカナックでは、さまざまな神々が崇拝されていたが、そのなかでも最高神に位置付られていたのは、ククルチャン（Cuculchan）であった。ククルチャンについては、ユカテク・マヤのククルカンやメキシコ中央高原のケツァルコアトルに対応する神として位置付ける考え方と、ショールズとラルフ・ロイズのように、最大の有力商人であるアカランの王をまもる特別な守り神であると考える研究者もいる。
プトゥン人たちは、 さらにイシュチェルや商人及び金星の神エクチュアなども信仰していた。エクチュアを信仰していたのは陸路を用いた商人集団であった。プトゥン人たちの交易活動の活発化に伴って、彼らが巡礼したイシュチェルの祠のあるコスメル島の人口が後古典期を通じて増加していったことが、考古学調査によっても明らかになっている。イシュチェルの祠は、後古典期を通して巡礼が絶えなかったが、このことについて、サブロフなどの研究者は、古典期的な王権と結びついた儀式を行う神官勢力に代わって、未来や知ることが困難な現実の問題に対し、託宣を告げる神官が力を持つようになったという宗教的な変化があったのではないかと考えている。またユカタン半島沿いの交易ルートは、非友好的な地域を通過してコスメル島へ向かおうとする巡礼者を守る役割も果たした。そのほか、プトゥン人たちは、タバイ、カブタニルカブないしカブタニルカブトゥンなどの神々を崇拝していた。

## 交易品
プトゥン人は、マヤ地域とメキシコを結ぶ交易によって繁栄したが、おもにユカタン半島北岸の塩、蜂蜜、綿織物、主としてホンジュラス湾沿岸部、ベリーズ北部、グアテマラの太平洋岸、プトゥン人の本拠地付近のカンペチェ湾沿岸部などを産地とする通貨としても使用されたカカオ豆、アルタ・ベラパス特産のケツァール鳥の羽、モタグァ川流域のヒスイや銅、グアテマラ高地北部からモタグァ川上流の黒曜石、海岸付近の地域でとれるウミギクガイなどの取引が行われた。また、交易用に用いた良質オレンジ土器の皿は積み重ねが可能なように作られた。
通貨としてのカカオ豆は、積み荷ひとつあたり、24,000カカオで、トンプソンが紹介する、スペイン征服直後のテワンテペク地方の例では、銀の売値に直して、約9.5ドル相当で、テノチティトランでは、19ドル弱（650カカオが25セント）相当であった。1553年にメリダで荷役夫に100カカオ、当時のニカラグアでウサギ一匹および売春婦が10カカオ前後で取引されたという記録もある。

## カヌーの大きさ
プトゥン人たちは、大量の荷物をカヌーによって運んだ。カヌーにはさまざまな大きさがあったようで、ティカル1号神殿の墓から出土した骨細工に、7人乗りのカヌーの絵が刻まれていたが、スペイン人の記録の中には、50人乗りの船があったという記録もある。コロンブスの4回目の航海が行われた、1502年に幅が2.4mで「ガレー船ほどの大きさ」の丸木舟に出会ったという記録には、漕ぎ手は20人ほどで、船長は家族を伴って航海していて、船の中央部分には、パームヤシで屋根をふいた船室があり、彼らは木綿の衣服を着ていて、積み荷にも染色した木綿の衣類やショールがあった、という。船員たちは、カカオ豆を非常に大切に扱って、こぼれたりしてなくさないかとカヌーの底をカカオ豆を探している様子がみられたという。ほかの積み荷として、木製の柄に黒曜石やフリントの刃をつけた「剣」のような武器、銅製の鐘やオノ、銅を溶かして加工するための「るつぼ」がみられる、という。トンプソンは、グアテマラ、アティトラン湖畔のツトゥヒル族のカヌーのように40人以上が乗れるカヌーがあったという。

## 「プトゥン仮説」
エリック・トンプソンは、1970年に著した『マヤ文明の興亡』で、後古典期後期のアカラン地方のチョンタル人こそ、メキシコ的ないし、非古典期的な要素をチチェン・イッツァなどにみられるユカタン半島北部の建造物や美術様式に持ち込んだ人々であったとするいわゆる「プトゥン仮説」をとなえた。ユカタン北部のコスメル島の対岸にあるポーレ（P’ole）の港を経由して紀元918年からユカタンに侵入したイツァ族とは、チョンタル人の一派であり、かれらは、最終的にはチチェン・イッツァを占領し、その支配権を握ることによって、ユカタン北部、メキシコ湾岸、メキシコ中央高原を結ぶ交易ネットワークの支配体制が確立し、カンペチェ州の南西部にあるイツァ族の同族と接触を維持し続ける基地とした。それゆえにトゥーラ・シココティトランから亡命したケツァルコアトル＝ククルカンを崇拝するグループが、紀元987年ごろに、チチェン・イッツァに訪れて、本拠とすることができ、その結果として、同時期のチチェン・イッツァ建てられた建造物やレリーフの様式にメキシコ中央高原の強い影響がもたらされたとした。このような「プトゥン仮説」は、チチェン・イッツァの支配者の属性や、チチェン・イッツァとイダルゴ州トゥーラの建築、美術様式の類似性を説明しようとした仮説であり、学界のみならず、一般にも強い影響力をもたらした。

### 古典期終末期のペテン地方とプトゥン人
トンプソンは、さらに、鳥のくちばしをつけた風神エエカトル（セイバル石碑19号など）、「言葉の渦」（セイバル石碑13号、19号など）、投槍器アトラトル、メキシコ中央高原的な象形文字（セイバル石碑13号）などがセイバルやウカナルなどの遺跡の石彫などにみられること、それらの遺跡に加えてアルタル・デ・サクリフィシオスにも、メキシコ湾岸起源と思われる非マヤ的な良質オレンジ土器が出土することを挙げ、チョンタル語を話すプトゥン・マヤに関連するグループが、730年ないし750年ごろからタバスコ州のポトンチャンからペテン地方に侵入ないし浸透してきたと主張した。

### プトゥン人とイツァ族をめぐる諸説
一方、多くの研究者の見方として、チョンタルパ地方が古典期の終末から後古典期の初めごろに物資や思想の交流がさかんに行われた場所であり、その中には、チョンタル語、ナワ語を話す集団や、それらが混合した集団がいたこと、マヤ人であってもメキシコ化した集団いたことについては一致している。また、アンドリュースとロブレスのように、後古典期初頭のチチェン・イッツァを支配したのは、イツァ族であって、ウスマシンタ川やグリハルバ川下流域に住む民族集団の一派であると主張するなどほぼトンプソンの説を肯定する研究者もいる。918年にプトゥン＝イツァ族がチチェン・イッツァに住み着くようになったとするトンプソンの主張については、イツァ族の指導者や一族の姓と思われるカックパカルとかココムといった家名（氏族名）が、860年から890年頃の石彫や石碑などをはじめとした文字記録に見出されるとして反論された。コウは、古典期終末期のチチェン・イッツァの支配者は、マヤの年代記にあるように「三人兄弟（または四人兄弟）が二組に分かれた「共同統治」ムル・テパルが行われていた」とみる説を紹介し、そのような統治者の一人にカックパカルという人物がいることや、またセイバルの四面に階段を持つ構築物A-3の周囲には、非マヤ的な石碑が四方に建てられているが、チチェン・イッツァとの図像的な関連性や類似性があるとし、さらにチチェン・イッツァとセイバルの支配者がともにプトゥン人であった可能性も否定しない。一方で、コウは、アンドリュースとロブレスの説をチチェン・イッツァとトゥーラ・シココティトランの建築や図像などの類似性が説明できず、トルテカについての民族誌的記録を全否定しなければ成り立たないとして退けている。また、ロバート・カーマックは、人名、地名や職名その他様々な名詞にチョンタル語が多くみられるほか、戦争や儀礼に関連するナワ語も多くみられることなどを根拠に、プトゥン人がグアテマラ山地に侵入して、キチェーやカクチケルの王国を築いたとする。1994年に、ユルゲン・クレーメル（Kremer,J.）は、イツァ族がプトゥン人であるとするには、あまりにも多くの条件が必要で成り立たないと事実上「プトゥン仮説」を否定した。コウは、イツァ族は、もともとペテン低地に住んでいて、古典期終末にペテン地方の祭祀センター群の放棄にともなって北方に移動した人々であるという見方が強まっているとしている。例えば、リンダ・シーリーとピーター・マシューズが、1998年に著した『Code of Kings(王たちの暗号)』で述べた、イツァ族は、本来ペテン・イツァ湖周辺を故地とする人々で、1450年ごろにチチェン・イッツァを放棄すると、故地であるペテン・イツァ湖周辺にもどってタヤサルを築いた人々であるといった論が好例として挙げられる。